# امیل جورکا
امیل جورکا (انگلیسی: Emil Juracka; ۱۱ ژوئن ۱۹۱۲ – ۲۱ فوریهٔ ۱۹۴۴) بازیکن هندبال اهل اتریش بود.